# 第一浸会堂 (上海)
第一浸会堂是中国上海历史上的一座基督教新教教堂，原址位于市中心的黄浦区人民路706号。
第一浸会堂由美南浸信会差会开辟于1847年11月，位于老北门外护城河边，是美南浸信会在长江流域的第一座教堂。最初有8人，其中包括三对传教士夫妇，以及2名广东人。
1853年，上海发生小刀会之变，第一浸会堂的晏玛太牧师参与将苏松太道道台吴健彰营救出城的行动。
民国年间，第一浸会堂改由华人自理。1918年在原址翻建新堂。该堂附设有进德女校、明德小学。
1958年，在“献堂献庙”的高潮中，第一浸会堂被献给人民政府，堂址划归黄浦区第一中心小学。第一浸会堂信徒则参加上海沐恩堂的黄浦区“联合礼拜”。
1991年，黄浦区第一中心小学扩建时，将天安堂原址拆除改建为新校舍。